# Distrito de Cochamarca

Provincia de Oyón en el Departamento de Lima

El Distrito de Cochamarca es uno de los seis distritos de la provincia de Oyón, ubicada en el Departamento de Lima, bajo la administración del Gobierno Regional de Lima-Provincias, Perú.
Dentro de la división eclesiástica de la Iglesia Católica del Perú, pertenece a la diócesis de Huacho

## Historia
El distrito fue creado mediante Ley del 2 de enero de 1857, en el gobierno del Presidente Ramón Castilla.

## Geografía
Abarca una superficie de  265,55 km².

## Autoridades

### Municipales
- 2019-2022[2]
  - Alcalde: Fernando Carrera Gervacio, Partido Patria Joven (PPJ).
- 2015-2018[2]
  - Alcalde: Eusebio Ventocilla Rojas, Partido Alianza para el Progreso (APP).
  - Regidores: Valentín Matos Soza (APP), Juan Asencio Jiménez Olivares (APP), Oscar Villanueva Dolores Castillo (APP), Yeny Yovana Nolasco Lázaro (APP), Reynaldo Jiménez Ventocilla (Partido Aprista Peruano).
- 2011-2014[3]
  - Alcalde: Fernando Carrera Gervacio, del Partido Aprista Peruano (PAP).[4]
  - Regidores: Felipe Robert Reyes Olivares (PAP), Asunción Armando Jesús León (PAP), Gumercindo Paulino Cruz Veramendi (PAP), Asunciona Cortez Quispe (PAP), Fredy Napoleón Blanco Quispe (Concertación para el Desarrollo Regional).
- 2007-2010[5]
  - Alcalde: Fernando Carrera Gervacio, del Partido Aprista Peruano (PAP).
  - Regidores: Rebelino Benigno Huamán Pacheco (PAP), Julio Aníbal Azañero Papa (PAP), Melano Aurelio Veramendi Cruz (PAP), Julia Esther Dolores Lucas (PAP), Felipe Víctor Cruz Ferrer (Somos Perú).
- 2003-2006
  - Alcalde: Claudio Carrera Olivares, Partido Democrático Somos Perú.
- 1999-2002
  - Alcalde: Mercedes Rolando Reyes Tena, Partido Acción Popular.

### Policiales
- Comisario:

### Religiosas
- Diócesis de Huacho[6]
  - Obispo de Huacho: Mons. Antonio Santarsiero Rosa, OSI.
- Parroquia[7]
  - Párroco: Pbro.  .

## Festividades
- diciembre: santo tomas Cochamarca.[8]